# Martin Hilliger
Martin Hilliger (auch Merten Hylger und Kanngießer) (* 1484 in Freiberg; † 1544 ebenda) war ein deutscher Geschütz- und Glockengießer aus der in Freiberg ansässigen Gießereidynastie der Hilliger im 16. Jahrhundert.

## Leben
Martin Hilliger war neben Andreas einer der Söhne von Oswald Hilliger. Er bezeichnete sich ab 1514 als Stückgießer, übernahm 1517 die väterliche Werkstatt und erneuerte sie 1537. 1510 wurde er Gerichtsschöppe, 1519 Ratsherr, 1523 Stadtrichter und 1529 Hofspitalmeister. Kaiser Karl V. verlieh 1521 ihm und seinen Nachkommen ein Wappen. Es zeigt in einem roten Feld einen aufrecht stehenden, weißen Bären mit einem goldenen Tasterzirkel in der rechten Pranke, und auf dem geschlossenen Stechhelm wachsend dasselbe Wappentier. Ab diesem Zeitpunkt nannte sich die Familie Hilliger.
Er hinterließ drei Söhne: Wolf(gang), Oswald und Sebastian (* 1521). Die Werkstatt wurde von Wolf und Oswald gemeinschaftlich weitergeführt.

## Werk
Aus seiner Werkstatt stammten die meisten Glocken Freibergs. Erhaltene Glocken von ihm befinden sich auch im Waldpark Kurort Hartha (Fördergersdorfer Glocke von 1517) und in der Naumburger Stadtkirche St. Wenzel (1518). Auch die einzige erhaltene alte Glocke der Dresdner Frauenkirche, die Gedächtnisglocke Maria (1518), wurde in seiner Werkstatt gefertigt.
Für Heinrich V., einem ausgewiesenen Waffenliebhaber, fertigte Hilliger zahlreiche große Geschütze. Den figürlichen Schmuck entwarf auf Wunsch Heinrichs Lucas Cranach.